# HC Rosey Gstaad
HC Rosey Gstaad (celým názvem: Hockey Club Rosey Gstaad) byl švýcarský klub ledního hokeje, který sídlil v obci Saanen v kantonu Bern. Založen byl v roce 1908. Švýcarským mistrem se stal celkem třikrát, poslední titul získal Gstaad v sezóně 1924/25. Poslední účast v nejvyšší soutěži je datováno k sezóně 1928/29. Zanikl v roce 1964. Klubové barvy byly modrá a bílá.
Ve švýcarské nejvyšší soutěži působilo HCRG celkem dvanáct sezón.

## Historické názvy
Zdroj: 
- 1908 – HC Rosey-Rolle (Hockey Club Rosey-Rolle)
- 1916 – HC Rosey Gstaad (Hockey Club Rosey Gstaad)
- 1964 – zánik

## Získané trofeje
- Championnat / National League A ( 3× )
  - 1920/21, 1923/24, 1924/25

## Přehled ligové účasti
Zdroj: 
- 1909–1910: Championnat National (1. ligová úroveň ve Švýcarsku)
- 1917–1919: Championnat National (1. ligová úroveň ve Švýcarsku)
- 1920–1929: Championnat National (1. ligová úroveň ve Švýcarsku)
- 1949–1951: 1. Liga (3. ligová úroveň ve Švýcarsku)
- 1953–1954: National League B (2. ligová úroveň ve Švýcarsku)
- 1961–1963: 1. Liga (3. ligová úroveň ve Švýcarsku)